# ディファ有明
ディファ有明（ディファありあけ）は、東京都江東区有明でかつて営業していたホール。「日本初の格闘技専用アリーナ」と銘打ち2000年にオープン。2018年6月30日に営業を終了した。
2016年12月までプロレスリング・ノアが本社と道場、合宿所を置いていた。
バブル期に存在したライブハウス・ディスコのMZA有明（エムザありあけ）は改装前の同一の建物である。MZA有明についてもこの項目で述べる。

## MZA有明
不動産企業のエムザグループが、倉庫となっていた建物を安く借り受け、空間プロデューサーの山本コテツと角章がデザイン・プランニング、建築制作工房が設計を手がけて改装し、複合イベント施設「MZA有明」として1988年7月21日にオープンした。後にディファ有明のホールとなった建物は、MZA時代はイベントホールとレストランが入居していたもので、もう一方の事務所棟はかつてディスコ棟だったものであり、ディファ開業以降も事務所棟の天井裏には、ミラーボールが入ったままになっていた。
ライブハウス・イベントホールの「サウンドコロシアムMZA」、ディスコの「クラブ・ガティル」のほか、レストラン「サラサ」、カフェ「ヒドラ」、貸しスタジオ「スタジオMZA」なども併設していた。
東京臨海副都心の再開発が始まる10年近く前であったため、有明地区はまだ倉庫街であり、路線バス（「エムザ有明前」のバス停が存在した）や、MZAが独自運行する六本木・豊洲駅発着のシャトルバスを利用する以外は交通手段が無く、主に利用客はタクシーやマイカーで来場していた。
1980年代後半はディスコブーム、さらにバブル真っ只中だった時代で、都心の家賃が高騰したため、湾岸線などに存在した倉庫や工場跡を借り、内部を改装してディスコやライブハウスとしてオープンするというウォーターフロントブームの先駆けとなった。
M.C.ハマーを始めとして多くの外国人タレントがライブを行い、1990年3月には24年ぶりに来日したポール・マッカートニーがMZAで記者会見を行い、さらに異例のライブパフォーマンスを行った。しかし1991年、バブル経済期における投機失敗によりエムザグループが経営不振となり、営業を終了した。
MZA閉店後は、月島倉庫がサウンドコロシアム棟を1999年まで借り受けて物流拠点としていたが、月島倉庫が契約満了で退いた後、そのままになっていた建物を改装し、新装オープンしたのがディファ有明である。

## ディファ有明

### 概要

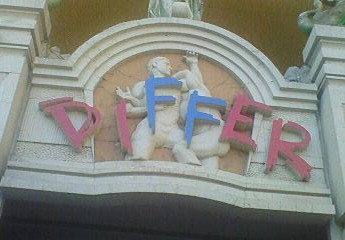
ディファ有明正面玄関上のロゴ

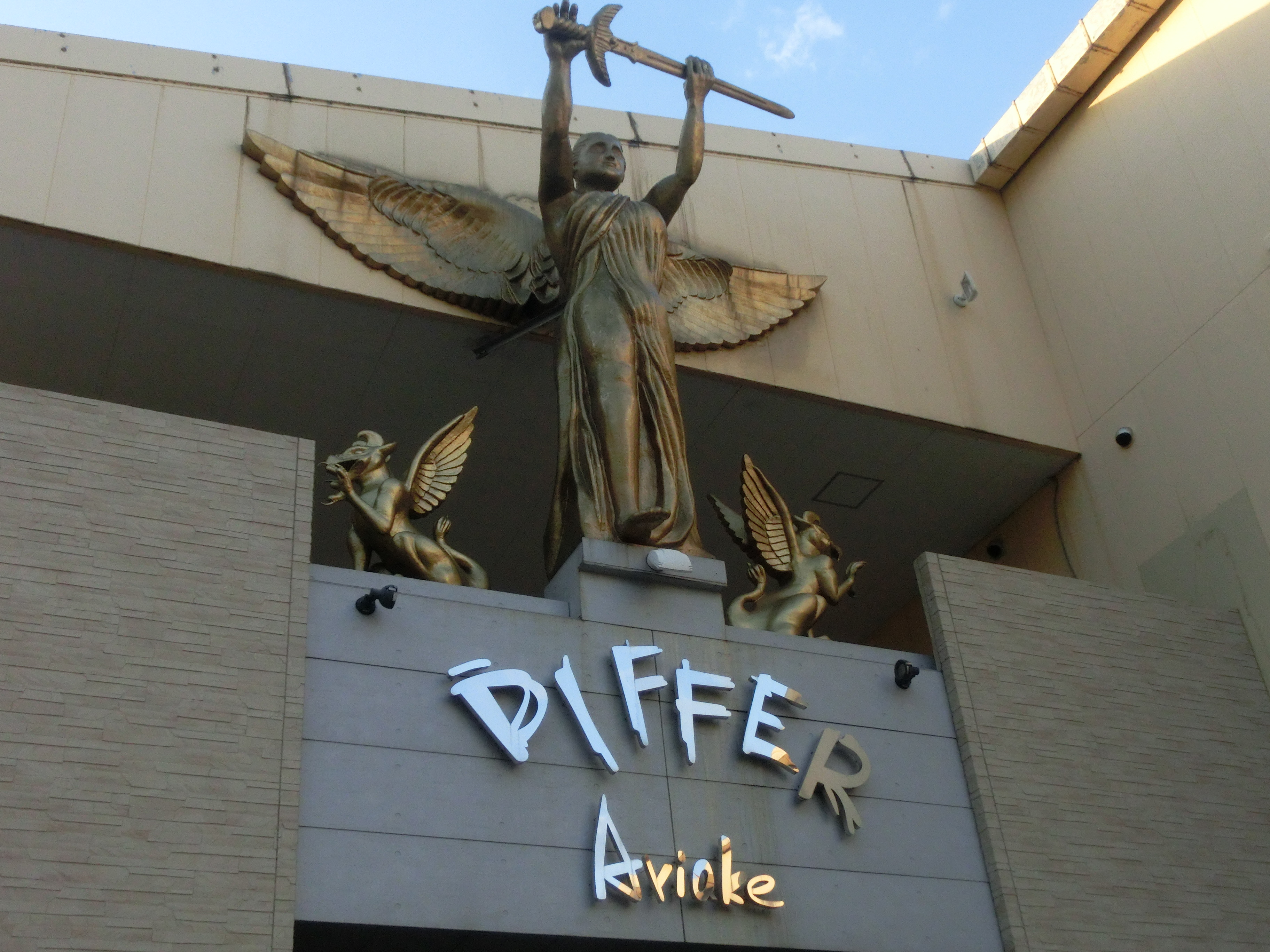
ディファ有明（2018年）

後楽園ホールに一点集中していた首都圏の格闘技アリーナを分散させることを目的に、後楽園ホールのキャパシティと同規模のホールとしてディファ有明が造られ、2000年7月1日に全日本プロレスの興行「2000サマーアクションシリーズ」の開幕戦でグランドオープンした。
名前の「ディファ」は、英語のDiffer（違う、異なるという意味の動詞）に由来する。これまで出来なかったことにも挑戦し、違いを明確化したいという意思を込めて名付けられた。
主な特徴は常設の花道、数の多い女子トイレ、イベント規模により自由自在に変えられるキャパシティ等であった。公式では最少キャパシティの格闘技Bタイプ（ホールの半分を使用）で713席、フルサイズのライブ・イベントタイプで1,823名としており、キャパシティの幅が広く、多くのイベントに使用された。
会場内北側にはステージが設置されており、コンサートやライブでも使用することができる。プロレス・格闘技ではこのステージにも椅子を設置し、客席としていたがひな壇の傾斜が緩いため見づらいことが以前から指摘されていた。そのため、2007年8月には新たに高さ3m・全12段のステージを使用するイベントが入った場合は、収納することができる電動ひな壇を設置した。
2016年12月19日に土地所有権者との建物定期賃貸借契約更新が出来ないため、2018年6月末日を以て営業を終了することが発表された。
6月30日、DEEPによる「カーエイドpresents DEEP 84 IMPACT～DIFFER ARIAKE FINAL DAY～」を最後に18年の歴史に幕を閉じた。
奇しくも最後のプロレスでの興業は、こけら落としを行った全日本プロレスにより2018年6月5日に「2018スーパーパワーシリーズ」の最終戦という形で行われた。
その後、建物は解体され現存しない。

### 格闘技関係

#### プロレスリング・ノア
全日本プロレスでのグランドオープンが当初から決定していたことから、ディファの基本設計に、グランドオープン直前に全日本を退社しノア設立に参画した仲田龍が関与していたこともあり、ノアは2000年6月にディファで発足記者会見を行い、ディファに本社を構えた。
同年8月の旗揚げ戦を始め、ディファを主要会場として使用した。旧MZA有明のディスコ棟3階貸しスタジオはノアの道場に改装され、サウンドコロシアム棟にはノアの事務所や合宿所が設置されるなど、ノアはディファを全ての拠点としたことから、ディファはプロレス界ではNOAHの聖地とも呼ばれた。
2009年7月4日、6月13日に試合中の負傷により急逝したノア初代社長・三沢光晴の献花式「三沢光晴お別れ会 〜DEPARTURE〜」が執り行われ、関係者やファンなど約26,000人が参列した。
ディファの2018年の営業終了に先立ち、ノアは2016年いっぱいで事務所・道場・合宿所を撤退し、本社を千代田区水道橋に、合宿所を埼玉県に移転した。
最後のプロレス興業となった上記の全日本プロレス開催には、ノア立ち上げメンバーであり当時全日本プロレスに戻っていた秋山準（社長）、大森隆男が出場し、さらにフリーの中には同じくノア立ち上げメンバーの本田多聞、ノア生え抜き選手第一号の鈴木鼓太郎(全日本プロレスにもノア退団後2015年まで所属していた)も参戦している。

#### 総合格闘技・ボクシング興行
その他、数多くのプロレス団体、キックボクシング、パンクラスやZSTなど総合格闘技の興行が行われた。このうち、キックボクシングの「ビッグバン〜統一への道〜」は年4回定期開催し、格闘技団体の中で最も自主興行で利用する比率が高かった。また、総合格闘技のDEEPでは、ディファに於いて初のケージマッチ「DEEP CAGE IMPACT 2009」を開催した。
一方、国際式ボクシングの興行に使用されるケースは少なく、後楽園ホールに一点集中していた。2008年5月19日にディファ初のボクシング世界戦、小堀佑介（角海老）vsWBA世界ライト級王者・ホセ・アルファロが行われ、小堀が王座を奪取している。
2009年5月26日にはディファで、宮田主催の史上唯一のJBC管轄下のワンマッチ興行として、WBC世界フライ級タイトルマッチ、チャンピオン内藤大助vs熊朝忠戦が行われた。ディファ閉鎖半年前である2018年1月1日に、協栄主催興行（神田桃子移籍第一戦や亀田京之介デビュー戦）が行われており、閉鎖10日前の6月20日には、DANGAN主催興行としてOPBFスーパーフェザー級タイトルマッチが開催されており、三代大訓vsカルロ・マガリの一戦が行われている。

### その他の利用
ステージを常設しており、ライブハウスやイベントホールとしても機能していた。プロレスリング・ノアのメインスポンサーである日本テレビの番組収録で使用されることが多かったが、TBS系「CDTV」の公開ライブが行われたこともある。
隣にある東京ビッグサイトで年2回開催されるコミックマーケットに同時並行して、コスプレイベントが開催されることがあった。また格闘技式のリングを保有していることから、メンズプラザアオキやPCAアセット等の企業が、リングを使ったCM撮影を行った。

#### おもな事例
- 『水曜どうでしょう』関東初イベント（2003年）
- サザンオールスターズのファンクラブ限定ライブ『海の日ライブ』（2004年7月）
- 対戦型格闘ゲーム全国大会「闘劇」決勝大会（2004年 - 2008年）
- avex創業20周年イベント
  - ジュリアナ東京復活イベント（2008年9月）
  - ヴェルファーレ復活イベント（2008年12月）
- GLAY「GLAY HISASHI Produce Live 2009 THE GREAT VACATION -extra- RESONANCE Vol.2」（2009年4月17日、Yahoo!動画にて生中継）
- 「ファンタシースター感謝祭」2013決勝（2013年8月3日）
- 鞘師里保（モーニング娘。）「卒業ファイナルソロスペシャルライブ」（2015年12月21日）
- 映画『さらば あぶない刑事』撮影（2015年春撮影、2016年1月公開）
- 東京ゲーム音楽ショー（2017年2月25日）
- 三嵜みさと、滝口ひかり（drop）卒業ライブ（2017年11月11日）
- ファンタシースターシリーズ30周年記念ライブ「ライブシンパシー2018」（2018年3月24日）

## 跡地の利用
土地所有者である東武鉄道は、ディファ有明跡地の区画名を「東武有明フィールド」（とうぶありあけフィールド）として、2020年より供用を開始している。当初は2020年春に開業予定としていたが、新型コロナウィルス感染症拡大の影響で同年夏まで延期になった。第1弾として、2020年7月よりポルシェジャパンがポップアップストア「Porsche NOW Tokyo」を開設している。なお開設期間は2021年8月末まで。

## 交通
- 鉄道
  - 新交通ゆりかもめ有明テニスの森駅から徒歩2分
  - りんかい線国際展示場駅から徒歩10分
- バス - 都営バス有明二丁目・有明コロシアム前バス停から徒歩数分 - 有明コロシアム前は、東京駅・門前仲町方面行きのみ停車
  - 海01系統（門前仲町 - 有明一丁目・東京テレポート駅前）
  - 東16系統（東京駅八重洲口 - 豊洲駅前 - 東京ビッグサイト）
  - 都05系統（グリーンアローズ）（東京駅丸の内南口 - 勝どき駅前 - 東京ビッグサイト）
- 自動車
  - 首都高速湾岸線 有明出入口または臨海副都心出入口
  - 晴海通りから晴海大橋南詰交差点を曲がり、東京都道484号豊洲有明線沿い（豊洲新市場予定地を通過して有明北橋を渡って右手）

## 周辺施設
- 有明コロシアム - 道路（都橋通り（台場有明北連絡道路））1つ隔てた場所にある。